# Psychomyia forcipata
Psychomyia forcipata är en nattsländeart som beskrevs av Martynov 1934. Psychomyia forcipata ingår i släktet Psychomyia och familjen tunnelnattsländor. Inga underarter finns listade i Catalogue of Life.